# 拉卡萨帕西费卡

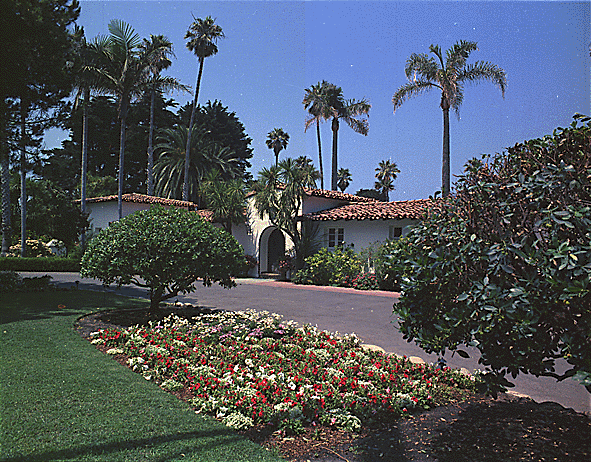
拉卡萨帕西费卡

拉卡萨帕西费卡（英语：La Casa Pacifica，西班牙语中意为“太平洋宫”或“和平宫”）是一所位于美国加利福尼亚州橙县圣克莱门特的豪宅，坐落于圣克莱门特海滩边的考顿角庄园门禁社区中，朝向太平洋。这座房屋以美国前总统理查德·尼克松的西部白宫知名，是他离开白宫时的一个工作地点。
这座大型的西班牙风格豪宅以西班牙圣塞瓦斯蒂安的一座乡村住宅为原型，由卡尔·林德布姆设计。此住宅最初由汉密尔顿·考顿持有，1969年尼克松购买了这处房产，并命名为“拉卡萨帕西费卡”，但很快媒体和他本人开始称其为“西部白宫”。之后“西部白宫”也被用来称呼与其相似的总统私宅。

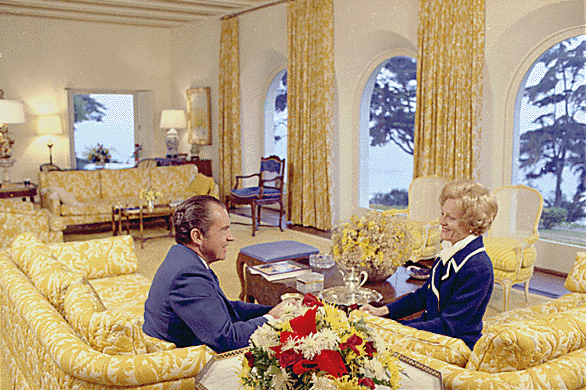
1971年，总统理查德·尼克松和第一夫人帕特·尼克松在住宅的起居室中

尼克松在任期间，苏联国家元首勃列日涅夫、墨西哥总统古斯塔沃·迪亚斯·奥尔达斯、日本首相佐藤荣作以及亨利·基辛格等多名政要曾访问此处。
尼克松辞职后于家人回到拉卡萨帕西费卡居住，并在此处撰写了回忆录。1980年代末，尼克松家迁至新泽西州帕克里奇居住，此房屋被售予加文·赫伯特，并作为私人住宅被保存至今。
此豪宅当前不对公众开放，但作为总统故居，它仍成为了圣克莱门特的标志性地点。2009年12月，圣克莱门特通过了一份历史财产保全协议，用以修缮，改进和保护这座历史建筑物。